# 8 Ore del Bahrain
La 8 Ore del Bahrain (fino al 2017 6 Ore del Bahrain) (in arabo بطولة ست ساعات في البحرين‎?) è una gara automobilistica sportiva che si svolge sul Circuito di Sakhir, in Bahrein. L'evento è stato creato nel 2012 per il Campionato del mondo endurance.

## Contesto e storia
La prima gara si è tenuta il 29 settembre 2012 come sesto round del Campionato del mondo endurance, questa data ha portato a polemiche, in quanto era in concomitanza con la Petit Le Mans, una delle gare più importanti del Campionato IMSA WeatherTech SportsCar. Le prime sei adizioni, dal 2012 al 2017, si sono svolte nel formato di 6 ore; dal 2018 si è passati al formato attuale. Nel 2021 si sono svolte due gare sul circuito, visto che è stata cancellata la 6 Ore del Fuji a causa della Pandemia di COVID-19.

## Risultati
| Anno             | Vincitori assoluti                                 | Team                  | Vettura                 | Resoconto        | Note             |
| Formato da 6 ore | Formato da 6 ore                                   | Formato da 6 ore      | Formato da 6 ore        | Formato da 6 ore | Formato da 6 ore |
| ---------------- | -------------------------------------------------- | --------------------- | ----------------------- | ---------------- | ---------------- |
| 2012             | Benoît Tréluyer André Lotterer Marcel Fässler      | Audi Sport Team Joest | Audi R18 e-tron quattro | Resoconto        | [ 2 ]            |
| 2013             | Stéphane Sarrazin Sébastien Buemi Anthony Davidson | Toyota Racing         | Toyota TS030 Hybrid     | Resoconto        | [ 3 ]            |
| 2014             | Alexander Wurz Stéphane Sarrazin Mike Conway       | Toyota Racing         | Toyota TS040 Hybrid     | Resoconto        | [ 4 ]            |
| 2015             | Romain Dumas Marc Lieb Neel Jani                   | Porsche Team          | Porsche 919 Hybrid      | Resoconto        | [ 5 ]            |
| 2016             | Lucas di Grassi Loïc Duval Oliver Jarvis           | Audi Sport Team Joest | Audi R18 e-tron quattro | Resoconto        | [ 6 ]            |
| 2017             | Anthony Davidson Sébastien Buemi Kazuki Nakajima   | Toyota Gazoo Racing   | Toyota TS050 Hybrid     | Resoconto        | [ 7 ]            |
| 2021             | Mike Conway Kamui Kobayashi José María López       | Toyota Gazoo Racing   | Toyota GR010 Hybrid     | Resoconto        | [ 8 ]            |
| Formato da 8 Ore |                                                    |                       |                         |                  |                  |
| 2019             | Mike Conway Kamui Kobayashi José María López       | Toyota Gazoo Racing   | Toyota TS050 Hybrid     | Resoconto        | [ 9 ]            |
| 2020             | Mike Conway Kamui Kobayashi José María López       | Toyota Gazoo Racing   | Toyota TS050 Hybrid     | Resoconto        | [ 10 ]           |
| 2021             | Sébastien Buemi Brendon Hartley Kazuki Nakajima    | Toyota Gazoo Racing   | Toyota GR010 Hybrid     | Resoconto        | [ 11 ]           |
| 2022             | Mike Conway Kamui Kobayashi José María López       | Toyota Gazoo Racing   | Toyota GR010 Hybrid     | Resoconto        | [ 12 ]           |
| 2023             | Sébastien Buemi Brendon Hartley Ryō Hirakawa       | Toyota Gazoo Racing   | Toyota GR010 Hybrid     | Resoconto        | [ 13 ]           |
| 2024             | Sébastien Buemi Brendon Hartley Ryō Hirakawa       | Toyota Gazoo Racing   | Toyota GR010 Hybrid     | Resoconto        |                  |

## Statistiche

### Vittorie per costruttore
| Pos. | Costruttire | Vittoria | Anni                                                 |
| ---- | ----------- | -------- | ---------------------------------------------------- |
| 1    | Toyota      | 10       | 2013, 2014, 2017, 2019, 2020, 2021, 2022, 2023, 2024 |
| 2    | Audi        | 2        | 2012, 2016                                           |
| 3    | Porsche     | 1        | 2015                                                 |

### Vittorie per piloti
| Pos. | Pilota            | Vittoria | Anni                         |
| ---- | ----------------- | -------- | ---------------------------- |
| 1    | Mike Conway       | 5        | 2014, 2019, 2020, 2021, 2022 |
| 1    | Sébastien Buemi   | 5        | 2013, 2017, 2021, 2023, 2024 |
| 2    | José María López  | 4        | 2019, 2020, 2021, 2022       |
| 2    | Kamui Kobayashi   | 4        | 2019, 2020, 2021, 2022       |
| 3    | Brendon Hartley   | 3        | 2021, 2023, 2024             |
| 3    | Kazuki Nakajima   | 2        | 2017, 2021                   |
| 3    | Anthony Davidson  | 2        | 2013, 2017                   |
| 3    | Stéphane Sarrazin | 2        | 2013, 2014                   |
| 3    | Ryō Hirakawa      | 2        | 2023, 2024                   |
| 4    | Oliver Jarvis     | 1        | 2016                         |
| 4    | Loïc Duval        | 1        | 2016                         |
| 4    | Lucas di Grassi   | 1        | 2016                         |
| 4    | Neel Jani         | 1        | 2015                         |
| 4    | Marc Lieb         | 1        | 2015                         |
| 4    | Romain Dumas      | 1        | 2015                         |
| 4    | Alexander Wurz    | 1        | 2014                         |
| 4    | Marcel Fässler    | 1        | 2012                         |
| 4    | André Lotterer    | 1        | 2012                         |
| 4    | Benoît Tréluyer   | 1        | 2012                         |